# Cantonul Palaiseau
Cantonul Palaiseau este un canton din arondismentul Palaiseau, departamentul Essonne, regiunea Île-de-France, Franța.

## Comune
| Comune    | Populație (1999) | Cod poștal | Cod INSEE   |
| --------- | ---------------- | ---------- | ----------- |
| Igny      | 10.336 hab.      | 91430      | 91 3 22 312 |
| Palaiseau | 30.285 hab.      | 91120      | 91 3 22 477 |